# Galassia Nana dei Pesci I
La Galassia Nana dei Pesci I è una galassia nana situata nell'omonima costellazione alla distanza di circa 2,5 milioni di anni luce dalla Terra. Fu inizialmente scoperta nel 1976 dall'astronoma Valentina Karachentseva e confermata da Charles Kowal, K.Y. Lo e W.L.W. Sargent nel 1978 insieme ad altre 4 galassie denominate LGS 1, LGS 2, LGS 4 e LGS 5 (l'acronimo LGS deriva da Local Group Suspected). È candidata a possibile galassia satellite della Galassia del Triangolo (o M33) e comunque è un confermato membro del Gruppo Locale. Ha un raggio di soli 850 anni luce, con una massa stimata tra 200.000 e 400.000 masse solari.
Rispetto alla maggioranza delle galassie mostra uno spostamento verso il blu o blueshift, cioè si muove in direzione della Via Lattea alla velocità di 287 km/s.
Pare un tipo di galassia di transizione, grosso modo tra una galassia nana sferoidale ed una galassia nana irregolare o, in alternativa una rara, ma statisticamente possibile, variante di uno dei due tipi.
Uno studio, condotto nel 2001 sulla storia della sua formazione stellare, ha fornito molte informazioni sullo sviluppo di questa galassia che è stata messa a confronto anche con altre galassie simili, come la Galassia Nana della Fenice. La maggior parte della formazione stellare è avvenuta nelle zone centrali della galassia e nella fase precoce dalla sua formazione intorno a 13 miliardi di anni fa (al termine della fase di reionizzazione), poi è lentamente diminuita nel corso degli ultimi 10 miliardi anni fino a cessare completamente 100 milioni di anni fa. Le stelle sono in maggioranza molto vecchie (età di circa 12 miliardi di anni) con una bassa metallicità. La formazione stellare peraltro si è mantenuta ad un basso tasso nelle aree più esterne della galassia. In questo studio, inoltre, la distanza è risultata inferiore (620 kpc) rispetto ad altre precedenti misurazioni (tra 770 e 830 kpc).
Infine è stata scoperta la presenza di una nube intestellare ad alta velocità (High-velocity cloud), denominata HVC 127-41-330, che risulta in avvicinamento alla Galassia Nana dei Pesci I. Questa nube potrebbe rappresentare il primo esempio di galassia oscura identificata. Ha un diametro di circa 20.000 anni luce (circa 6 kpc), è composto da idrogeno neutro (HI) e non sono visibili stelle al suo interno.